# Karl Struss
Karl Struss est un directeur de la photographie américain, né le 30 novembre 1886 à New York et mort le 16 décembre 1981 à Santa Monica.

## Filmographie
- 1920 : L'amour a-t-il un maître ? (Something to Think About)
- 1921 : Le cœur nous trompe (The Affairs of Anatol)
- 1921 : Le Fruit défendu (Forbidden Fruit)
- 1921 : Le Paradis d'un fou (Fool's Paradise)
- 1922 : The Law and the Woman
- 1922 : Le Détour (Saturday Night)
- 1922 : Fools First
- 1922 : Rich Men's Wives
- 1922 : Minnie
- 1922 : Thorns and Orange Blossoms
- 1923 : L'amour commande (The Hero)
- 1923 : Poor Men's Wives
- 1923 : Amour dangereux (Daughters of the Rich)
- 1923 : Mothers-in-Law
- 1923 : Maytime
- 1924 : Poisoned Paradise
- 1924 : Legend of Hollywood
- 1924 : La Folie d'une femme (White Man)
- 1924 : Idle Tongues
- 1925 : The Winding Stair
- 1925 : Ben-Hur: A Tale of the Christ
- 1926 : Hell's Four Hundred
- 1926 : Les Moineaux (Sparrows)
- 1926 : C'était un Prince! (Meet the Prince)
- 1926 : Forever After
- 1927 : Babe Comes Home
- 1927 : L'Aurore de Friedrich Wilhelm Murnau
- 1928 : Jeunesse triomphante (Drums of Love)
- 1928 : Night Watch
- 1929 : Le Lys du faubourg (Lady of the Pavements)
- 1929 : Coquette
- 1929 : La Mégère apprivoisée (The Taming of the Shrew)
- 1930 : Lummox
- 1930 : Be Yourself!
- 1930 : One Romantic Night
- 1930 : The Bad One
- 1930 : Danger Lights
- 1930 : Zampa
- 1931 : Docteur Jekyll et M. Hyde de Rouben Mamoulian
- 1931 : Kiki
- 1931 : Skippy
- 1931 : Up Pops the Devil
- 1931 : Women Love Once
- 1931 : Murder by the Clock
- 1931 : Le Chemin du divorce (The Road to Reno) de Richard Wallace
- 1932 : Two Kinds of Women
- 1932 : Les Danseurs dans la nuit (Dancers in the Dark)
- 1932 : Le Monde et la Chair (The World and the Flesh) de John Cromwell
- 1932 : Forgotten Commandments
- 1932 : Le Revenant (The Man from Yesterday)
- 1932 : Non coupable (Guilty as Hell)
- 1933 : Princesse Nadia (Tonight Is Ours) de Stuart Walker
- 1933 : Celle qu'on accuse (The Woman Accused)
- 1933 : The Girl in 419
- 1933 : Disgraced!
- 1933 : La Déchéance de miss Drake (The Story of Temple Drake)
- 1933 : One Sunday Afternoon
- 1933 : Chanteuse de cabaret (Torch Singer)
- 1934 : Four Frightened People
- 1934 : Ce n'est pas un péché (Belle of the Nineties)
- 1934 : The Pursuit of Happiness
- 1934 : Here Is My Heart
- 1935 : Mississippi
- 1935 : Je veux être une lady (Goin' to Town) de Alexander Hall
- 1935 : Two for Tonight
- 1936 : Transatlantic Follies (Anything Goes)
- 1936 : L'Homme sans visage (The Preview Murder Mystery)
- 1936 : Too Many Parents
- 1936 : Rhythm on the Range
- 1936 : Hollywood Boulevard
- 1936 : Go West, Young Man
- 1936 : Let's Make a Million
- 1937 : L'Amour à Waikiki (Waikiki Wedding), de Frank Tuttle
- 1937 : Mountain Music (en)
- 1937 : Quitte ou double (Double or Nothing)
- 1937 : Thunder Trail (en) de Charles Barton
- 1937 : Fifi peau de pêche (Every Day's a Holiday )
- 1938 : Les Bébés turbulents (Sing You Sinners)
- 1938 : Thanks for the Memory
- 1939 : Paris Honeymoon
- 1939 : Deux Bons Copains (Zenobia)
- 1939 : Some Like It Hot de George Archainbaud
- 1939 : Island of Lost Men
- 1939 : Frou-frou de Broadway (The Star Maker) de Roy Del Ruth
- 1940 : Le Dictateur (The Great Dictator)
- 1941 : Caught in the Draft
- 1941 : Aloma, princesse des îles (Aloma of the South Seas)
- 1943 : Happy Go Lucky
- 1943 : Voyage au pays de la peur (Journey Into Fear)
- 1943 : Riding High
- 1944 : Quatre Flirts et un cœur (And the Angels Sing)
- 1944 : Fun Time
- 1944 : Lona la sauvageonne (Rainbow Island) de Ralph Murphy
- 1945 : L'Or et les Femmes (Bring on the Girls)
- 1946 : Tarzan et la Femme léopard (Tarzan and the Leopard Woman)
- 1946 : Suspense
- 1946 : Mr. Ace
- 1947 : L'Affaire Macomber (The Macomber Affair)
- 1947 : Heaven Only Knows (en) d'Albert S. Rogell
- 1948 : Le Bourgeois téméraire (The Dude Goes West)
- 1949 : L'Atlantide (Siren of Atlantis)
- 1949 : Hello Out There
- 1949 : Tarzan's Magic Fountain
- 1949 : Garçons en cage (Bad Boy)
- 1949 : Call of the Forest (en)
- 1950 : It's a Small World
- 1950 : Vingt-quatre Heures chez les Martiens (Rocketship X-M)
- 1950 : The Return of Jesse James
- 1950 : The Texan Meets Calamity Jane
- 1950 : Father's Wild Game
- 1951 : Tarzan's Peril
- 1952 : Lady Possessed
- 1952 : Vengeance indienne (en) (The Rose of Cimarron)
- 1952 : Tarzan's Savage Fury
- 1952 : Les Feux de la rampe (Limelight)
- 1952 : Face to Face
- 1953 : Deux Nuits avec Cléopâtre (Due notti con Cleopatra)
- 1953 : Cavalleria rusticana
- 1953 : Mesa of Lost Women (en)
- 1953 : Tarzan et la diablesse (Tarzan and the She-Devil)
- 1953 : Un turco napoletano
- 1953 : Il più comico spettacolo del mondo
- 1954 : Toto misère et noblesse (Miseria e nobiltà)
- 1957 : Kronos de Kurt Neumann
- 1957 : She Devil
- 1957 : The Deerslayer (en)
- 1958 : The Rawhide Trail
- 1958 : La Mouche noire (The Fly)
- 1958 : The Hot Angel (en)
- 1958 : Machete
- 1959 : The Sad Horse
- 1959 : The Rebel Set
- 1959 : Here Come the Jets
- 1959 : The Alligator People (en)
- 1959 : Counterplot